# Tendencja centralna
Tendencja centralna – pozycja skali pomiarowej, wokół której skupiają się zaobserwowane wartości zmiennej. Pełni funkcję wskaźnika położenia ogółu zaobserwowanych wartości na skali pomiarowej. Należy do podstawowych charakterystyk zbioru tych wartości i z tej racji jest składnikiem większości analiz ilościowych wyników pomiaru. Najczęściej stosowanymi miarami tendencji centralnej są średnia arytmetyczna, mediana i modalna.